# Pauline Johnson (actrice)
Pour les articles homonymes, voir Pauline Johnson et Johnson.
Pauline Johnson (née le 3 novembre 1899, ou 1900 suivant certaines sources) à Newcastle upon Tyne en Angleterre, morte le 13 février 1947) est une actrice britannique.

## Filmographie
- 1920 : The Great Gay Road
- 1920 : Bookworms d'Adrian Brunel
- 1921 : Blanchette de René Hervil
- 1921 : Love at the Wheel
- 1921 : The Imperfect Lover
- 1921 : Class and No Class
- 1922 : A Sailor Tramp (en)
- 1927 : One of the Best
- 1927 : My Lord the Chauffeur
- 1927 : Mr. Nobody (film, 1927)
- 1928 : Wait and See (film, 1928)
- 1928 : The Hellcat (en)
- 1928 : What Next? (film, 1928)
- 1929 : Little Miss London (en)
- 1929 : Would You Believe It! (en)
- 1929 : The Flying Scotsman
- 1929 : The Wrecker (en)